# Ташихэ
Ташихэ́ (кит. упр. 踏实河), Юйлиньхэ́ (кит. упр. 榆林河) — река в провинции Ганьсу, один из главных притоков Шулэхэ.
Исток реки находится в горах Циляньшань.
В 1973 году сток реки зарегулирован строительством плотиной Таши, воды реки используются для орошения.